# Hemiserica globosa
Hemiserica globosa är en skalbaggsart som beskrevs av Herbst 1790. Hemiserica globosa ingår i släktet Hemiserica och familjen Melolonthidae. Inga underarter finns listade i Catalogue of Life.